# Turbulence (espionagem)
Turbulence (NSA) é um projeto da NSA dos Estados Unidos que teve início por volta de 2005. Inclui ferramentas para análise de dados e possui capacidades de ciberguerra ofensiva, como injetar malware em computadores remotos.
Foi usado contra usuários da rede de anonimato Tor.

## Composição do projeto
O projeto Turbulence inclui vários programas principais, 9 deles tendo nomes revelados:
1. TURMOIL - envolve FERRAMENTAS DOS processos de decriptografia de comunicações
2. TUTELAGE
3. TRAFFICTHIEF - de acordo com slides de apresentação do XKeyscore, o TRAFFICTHIEF é um banco de dados de metadados associados a nomes, números de telefone, emails etc.

## Galeria de Imagens

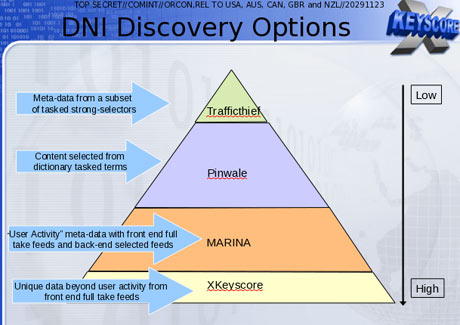
A TRAFFICTHIEF em slide do XKeyscore
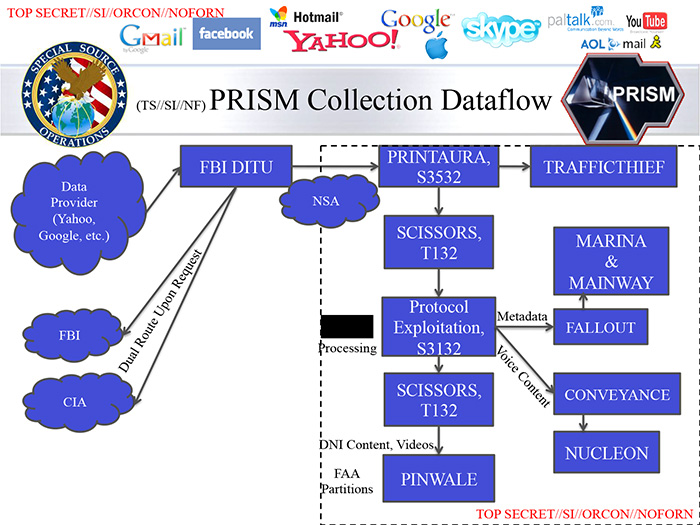
TRAFFICTHIEF em slide do PRISM
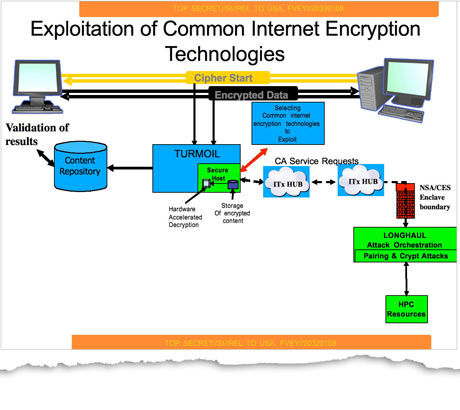
Turmoil Em apresentação da NSA
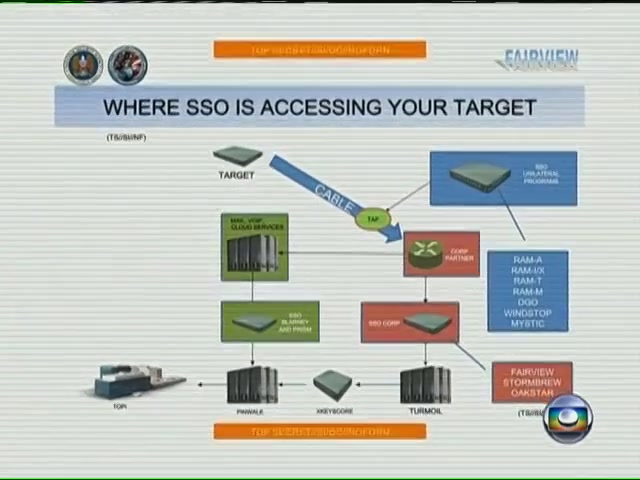
Memo celebrando o lançamento do TURBULENCE, com referências ao TURMOIL, TUTELAGE, XKeyscore, e Operações de acesso adaptado
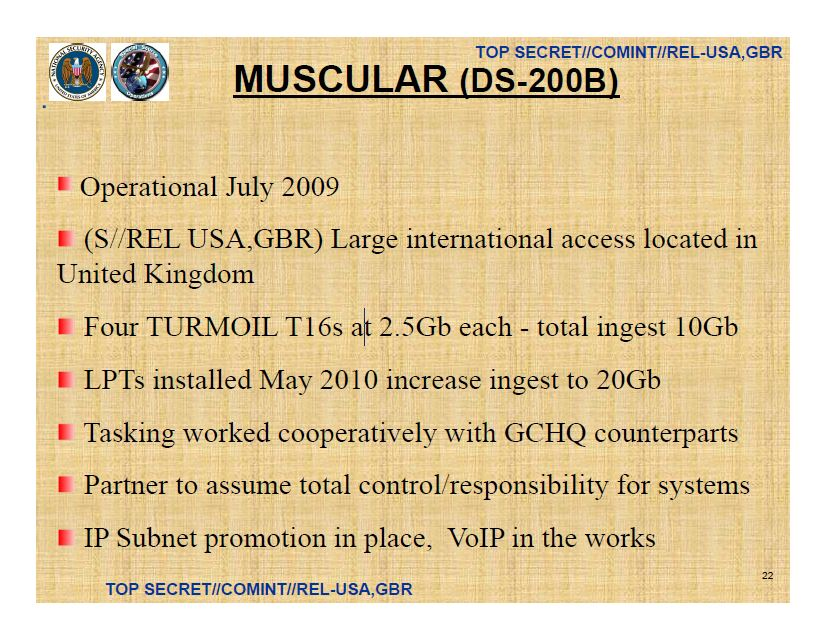
Apresentação do FAIRVIEW com referências ao TURMOIL
- Detalhes técnicos do MUSCULAR, com referencias ao TURMOIL

## Ver Também
- Bullrun (Programa de decriptografia) do Reino Unido
- PRISM
- MUSCULAR
- Operações de acesso adaptado
- HTTPS